# هوم‌وود کانیون-ولی ولز (کالیفرنیا)
هوم‌وود کانیون-ولی ولز (به انگلیسی: Homewood Canyon-Valley Wells) یک منطقهٔ مسکونی در ایالات متحده آمریکا است که در شهرستان اینیو، کالیفرنیا واقع شده‌است. هوم‌وود کانیون-ولی ولز ۱۳۷٫۴ کیلومتر مربع مساحت و ۷۵ نفر جمعیت دارد.